# 스포츠 심리학
스포츠 심리학( - 心理學, 영어: sport psychology)은 스포츠 상황에 적용되는 심리학의 원리에 관한 학문이다. 수행을 향상시키기 위한 목적으로 그 원리들을 적용한다.

## 운동선수와 성격
성격을 이해하는 가장 좋은 방법은 그 구조를 살펴보는 일이다. 심리학에서의 성격의 구조는 3가지로 구성되며 심리적 핵, 전형적 반응, 역할과 관련된 행동으로 나눌 수 있다. 이러한 성격은 3가지로 분리될 수 있지만 서로 연관되어 있기도 하다.
심리적 핵은 내적이고 일관성 있는 특징으로 각 개인의 실제적인 이미지를 나타낸다. 그리고 자아개념을 포함한다. 이러한 심리적 핵은 개인 성격의 주요 특징을 나타내고 기본적인 태도, 가치, 흥미와 동기를 포함한다.
전형적반응 및 역할과 관련된 행동은 외적이고 역동적인 것으로 표현할 수 있다. 전형적 반응은 환경적 상황에 반응하는 전형적인 태도를 나타낸다. 예를 들어 어떠한 사람이 신체적 공격을 하여 반응하는 상황때문에 공격적인 태도를 나타냈을 수도 있고, 일부러 꾸며서 행동했을 수도 있기 때문이다.
마지막으로 역할과 관련된 행동은 성격의 가장 피상적인 측면을 나타낸다. 결론적으로 환경이나 인식이 변하게 되면 우리도 따라서 행동이 변하게 되는 것이다.

## 운동과 주의의 관계
운동선수의 수행 능력을 증가시키기 위해서는 코치나 지도자는 주위를 키울수 있도록 필요한 정보를 제공해주어야 한다. 예를 들어 야구에서 투수가 4가지 투구법(변화구,슬라이드,속구,커브)을 가지고 던진다면 한 가지 투구의 가능성은 25%일 것이다.
여기서 투수(A)가 자기뜻대로 4개의 투구를 던지지만 각각 규칙적으로 동등하게 던지지는 않을 것이다. 오히려 투수(A)는 변화구를 70% 던지는 경향이 있다고 보자면, 4개의 다른 투구를 동일하게 던지는 것보다 예측하기가 힘들어 진다. 왜냐하면 이렇게 주어지는 정보의 양은 난이도와 복잡성을 나타내기 때문에 운동선수들은 상대방에게 불확실성을 증가시켜야 한다.
즉, 8가지의 다른 지점으로 공격할 수 있는 야구 선수가 단지 4가지밖에 구사하지 못하는 선수보다 많은 정보를 전달한다. 따라서 주의 깊은 분석과 연구로 운동경기 상황에서 일어나는 많은 어려움을 감소시킬 수 있게 된다.
대부분의 스포츠에서 성공과 실패의 차이점은 '반응 지연'(反應 遲延, response delay)이다. 반응 지연은 말 그대로 전달된 많은 양의 정보과 관련이 있다. 만약 반응 시간이 정상보다 더 느리다면 그때 기초적인 과제는 주의에 따라서 정보처리 공간을 필요로 한다고 여겨질 수 있다. 예를 들어 초심자 농구 선수와 숙련자 농구 선수 사이의 중요한 차이점은 정보처리 공간에 대한 요구량에서 나타난다. 경기에서 드리블은 초심자에게 이용할 수 있는 모든 처리 공간을 요구하게 될 것이다. 이러한 초심자는 경기도중 코트 밖에 있는 코치의 이야기를 들을 수도 없을 것이고, 골대를 쳐다볼 수도 없고 다른 선수들을 볼 수도 없으며, 드리블 하는 것에만 주의를 기울이는 것을 제외한 다른 어떤 것도 할 수가 없다. 이러한 것을 주의 협소현상이라고 할 수 있다. 반대로 숙련자는 드리블하는 동안 관련 있는 단서를 볼 수 있고 들을 수 있는 정보만큼 드리블할 때에는 주의의 요구를 감소시키게 된다.
여기서 한가지 주의할 점은 만약 주의의 폭이 너무 넓으면 농구선수는 치어리더나 소란한 관중과 같은 그런 부적적한 단서를 갖게 됨으로써 수행을 감소시키는 원인이 될 것이다. 즉, 각성수준이 증가함에 따라 주의는 협소해지고 부적적한 단서를 제거하게 된다. 이때 각성이 적정한 수준을 지나 무척 높아지게 되면 매우 긴장된 경기 상황이라고 생각할 수 있다. 따라서 지나친 주의의 협소나 지나치게 높은 각성의 수준은 가드가 상대편 수비의 위치 혹은 다음 연결 가능한 곳과 같은 단서를 놓치게 되는 원인이 된다.

## 운동과 각성의 관계
그래프 상에서 각성수준이 X축, 운동 수행이 Y축이라고 하였을 때 직선으로 올곧게 뻗어지는 그림을 각성과 수행의 직선적 관계(욕구이론)이라고 칭한다. 이러한 욕구이론은 단순한 과제나 초보자인 학습자가 쉽게 학습을 하는 데 있어서 잘 된 과제에는 어느 정도 적합할 지 몰라도 복잡한 기술이 요구되는 운동과제는 설명되지 않는 단점이 있다.
두 번째로 역U이론은 말 그대로 그래프 상에서 U를 그대로 뒤집어 놓은 형태의 그림을 뜻한다.
수행과 각성의 관계가 2차적이며 직선에 반대되는 역U형태를 취하는 것이다. 이러한 역U이론은 스포츠상황에서 욕구이론보다 훨씬 더 타당성이 있는 것으로 받아들여지고 있다. 이러한 역U이론의 큰 문제점은 과연 적정한 각성 수준이 어디에 있으며 이것을 어떻게 찾을 것인가이다.이러한 이론은 각성수준이 증가함에 따라서 운동수행도 어느 지점까지 꾸준히 증가하다가 최고지점에 이르게 된다. 하지만 각성이 최고지점보다 넘어서게 되면 운동수행의 수준은 오히려 감소하기 시작한다. 즉, 최고의 수행을 가져다주는 적정 각성 수준은 개인의 능력과 과제의 특성에 따라서 달라진다고 볼 수 있다. 이러한 각성수준이 아주 높을 때(극도의 흥분)는 오히려 운동수행이 잘 될 수 있는 스포츠 기술에는 미식축구 태클, 투포환, 역도, 200, 400M 달리기 등이 있다. 중간 정도의 각성 수준이 될 때 잘할 수 있는 스포츠 기술은 농구,복싱, 유도, 체조, 야구, 투구, 다이빙 등이 있다. 마지막으로 각성 수준이 아주 낮을 때의 잘할 수 있는 스포츠 기술은 양궁, 골프퍼팅, 농구 자유투, 축구의 PK일 때이다.
여기서 가장 중요한 점은 적정수준은 불안의 연속선 상에서 항상 한 중앙이 아닐 수도 있으며 개인에 따라 큰 차이가 날 수 있다는 것을 명심하여야 할 것이다. 또 선수 개개인의 최고의 수행을 발휘할 때 자신만의 고유한 적정수준이 있다는 것이다. 이러한 수준은 한 점이라기 보다 범위로 표시된다.

## 같이 보기
- 입스